# جون فـان ديك
جون فـان ديك هو محامي وقاضي وسياسي أمريكي، ولد في 3 أبريل 1807 في Lamington, New Jersey ‏ في الولايات المتحدة، وتوفي في 24 ديسمبر 1878 في واباشا في الولايات المتحدة. نشط حزبياً في حزب اليمين والحزب الجمهوري. وقد انتخب عمدة نيو برونزويك, نيوجيرسي ‏ (1846 – 1847) وانتخب عضو مجلس شيوخ ولاية مينيسوتا ‏ وانتخب عضو مجلس النواب الأمريكي ‏.